# Hard Work
Hard Work – polski zespół muzyczny grający muzykę w nurcie hardcore punk. Grupa pochodzi z Tarnowskich Gór na Śląsku (Górny Śląsk). Wydała pięć albumów muzycznych przy współpracy z takimi wydawnictwami jak Enigmatic, Spook Records, Hardcore Tattoo Records oraz samodzielnie. Ponadto jej utwory zostały zamieszczone na kilku składankach muzycznych. W części twórczości i postawie muzyków można dostrzec nawiązanie do klimatu tzw. „oldschool” oraz w przypadku niektórych muzyków tworzących grupę w ograniczonych okresach czasu, także do nurtu oi!.

## Historia
Zespół muzyczny Hard Work jest polską grupą muzyczną pochodzącą ze Śląska (Górny Śląsk), a konkretnie z Tarnowskich Gór. Założony został w 1995 r. Według niektórych wypowiedzi kapela została założona po rozwiązaniu formacji Brudy. Nie była to jednak do końca prawda, gdyż istniał pewien okres czasu, w którym obie kapele współistniały. Jednak po opuszczeniu składu Brudów przez perkusistę "Robola", działalność zespołu Brudy stopniowo zamarła, a muzycy skoncentrowali się na twórczości muzycznej w grupie Hard Work.
Formacja wydała swój pierwszy debiutancki album muzyczny zatytułowany „W chaosie i ciemności” w 1998 r.. wydawcą jest wydawnictwo muzyczne Enigmatic. W tym okresie zespół sporo koncertował, ale w 1999 r. kapela rozpadła się. Przyczyną były problemy ze skompletowaniem pełnego składu oraz konflikty między muzykami, a konkretnie fakt, że Tytus miał ówcześnie poglądy dość skrajnie prawicowe, z którymi z kolei nie zgadzali się pozostali członkowie zespołu. Następnie staraniem Mesjasza i Kornela w 2002 r. nastąpiła reaktywacja grupy, choć w nowym składzie. Pierwszy koncert grupa zagrała w październiku 2002 r. razem z Eksmisją i HNDM. Został on okrzyknięty wielkim powrotem Hard Work. Już rok później, w 2003 r., kapela wydaje własnym staraniem album „Fragment życia...”. Po jej wydaniu nastąpiły kolejne zmiany personalne w składzie zespołu. W latach 2008-2009 ukształtował się nowy skład, który przetrwał co najmniej do 2018 r.. W tym okresie ukazały się trzy kolejne albumy muzyczne: „Not one step back” z 2008, „Dla takich chwil” z 2012 oraz, „Nic nie trwa wiecznie” z 2018 . Koniec działalności zespołu nastąpił około 2020 r..

## Koncerty
Zespół Hard Work 8.01.2004 r. grał podczas Rockowej Orkiestry Świątecznej Pomocy. Wydarzenie zorganizowano w Zabrzu (klub „CK Wiatrak”). Wystąpili wówczas także Her, Horrorscope, Eye for an Eye, Killjoy, Black From The Pit. Tego samego roku wystąpił również między innymi podczas koncertu, który był pierwszym występem formacji Castet. Miał on miejsce wiosną 2004 r. Wystąpiły wówczas także inne śląskie zespoły, a mianowicie WPZ, Minority i Repress. W 2008 r. brał udział w dwudniowej imprezie (28-29 czerwca) odbywającej się pod szyldem „Hunterfest”. Miała ona miejsce w Szczytnie na Plaży Miejskiej. Kapela wystąpiła w dniu pierwszym, 29 czerwca 2008 r., obok takich zespołów jak Farben Lehre, Hurt, Coma, Frontside, Rootwater i kilka innych. W tym samym roku grupa występowała także w ramach imprezy zorganizowanej pod dewizą „End Of Summer Fest”, edycja 4. Odbyła się ona w Rogoźniku koło Będzina (Ośrodek Rogoźnik) w dniach od 29 do 30 sierpnia. Oprócz Hard Work, który grał w drugim dniu wydarzenia, wystąpili także: Deformed, Disgrace Within, Drown My Day, Face of Reality, Minority, Nihilizzm, Dual-Coma, Bottom, Dealer, Heatenic Noiz Architect, Neuropathia, Nuclear Vomit, Ojciec Dyktator, Trash. Z kolei w 2009 r. formacja brała udział w trasie koncertowej zorganizowanej pod hasłem „Vans Off The Wall Music Tour”. W jej ramach występowała między innymi 27.03.2009 r. w Łodzi (klub „Luka”) razem z Frontside, The Supergroup oraz HugeCCM, 4.04.2009 r. w Rzeszowie (klub „Pod Palmą”) razem z Frontside, The Supergroup oraz Coffins i 5.04.2009 r. w Lublinie (klub „Graffiti”) razem z Frontside, The Supergroup oraz Toxic Bonkers.
Kolejną imprezą cykliczną, w której zespół brał udział, jest „Gotta Go! festival”, edycja 2. Odbyła się ona 13.10.2012 r. w Cieszynie (klub „Panopticum”). Na scenie pojawili się wówczas także Show Your Teeth, SKTC, Tommy Say No, Watching Me Fall, Remedy. W lipcu 2016 r. Hard Work występował podczas festiwalu muzyczno-sportowego odbywającego się w Nowym Sączu pod szyldem „Halny Wieje”. Wystąpiło wówczas szereg zespołów, w tym między innymi Bachor, Zbeer, Fix Up, Game Over, Rewizja, 77SINS, Street Terror, Kaliber 44 i inne. 3.09.2016 r. grupa zagrała w Krakowie podczas „Tattoo Jam Kraków 2016”. Wystąpili wówczas także Bulbulators, Tripis, Krzyku, KPK, The Rumjacks, Cemetery of Scream, BXN oraz Gruber. W ramach wymienionego wcześniej wydarzenia „Gotta Go! festival” formacja wystąpiła również w edycji 7, w dniu 7.10.2017 r., razem z następującymi wykonawcami: Bulbulators, Terrordome, Castet, After Laughter, Hopes, Black Palate. Już tydzień później, 14.10.2017 r., zespół występował podczas koncertu z okazji jubileuszu 5-lecia Studia Hardcore Tattoo w Krakowie. Wystąpili wówczas także Castet, Strike You Down, Fightback Brh, Spider Crew (Wiedeń, Austria), Paura (Brazylia), Little Boy Silesia Hard Core Punk.
W 2018 r. kapela wzięła udział w kolejnej imprezie organizowanej przez Hardcore Tattoo Records pod szyldem „Kilofem w łeb”, edycja 1, w dniu 12 stycznia. Odbyła się ona w Chorzowie („Red & Black”). Razem z Hard Work wystąpili Little Boy Silesia Hard Core Punk, Kosa Ostra i Not For You. A z innych występów grupy można wymienić koncert w dniu 13.10.2018 r., w Krakowie (klub „Warsztat”), na którym wystąpił także wyżej wymieniony Castet oraz Good Attitude. W tym samym roku grupa zagrała jeszcze dwa razy: 17 listopada w Londynie (klub „Black-In-White”, pozostali wykonawcy – Ballkick, Injury Time, Low Rollers i Hope Through Hostility) oraz 1 grudnia na Śląsku.
Inne przykładowe koncerty oraz wykonawcy muzyczny, z którymi Hard Work miał okazję współtworzyć scenę:
- 1999 (luty): Gliwice, klub „Nitro”, pozostali wykonawcy – Rottweiler, Counterweight, Dywizjon 303, 7 Godzin Snu[19]
- 2003-04-25: Zabrze, klub „CK Wiatrak”, pozostali wykonawcy – Defekt Muzgó, W Sekund 5, Wzajemna Pewność Zniszczenia[46]
- 2003-08-22: Zabrze, klub „Propaganda”, pozostali wykonawcy – Generation Fuck[47]
- 2003-12-20: Poznań, klub „U Bazyla”, pozostali wykonawcy – Over The Edge, Face Of Reality, Bloodstained[48]
- 2004-05-26: Warszawa, klub „Nemo”, pozostali wykonawcy – 1125, Street Terror[49]
- 2004-09-11: Zabrze, klub „CK Wiatrak”, pozostali wykonawcy – 1125, 41940[50]
- 2006-07-02: Bielsko-Biała, „Rude Boy Club”, pozostali wykonawcy – Madball, Minority, Street Terror[51]
- 2007-01-27: Wrocław, klub „Madness”, koncert z okazji jubileuszu 20-lecnia zespołu Mad Sin, pozostali wykonawcy – Mad Sin (Niemcy), The Analogs[52][53]
- 2007-06-09: Tarnowskie Góry, Muszla Koncertowa w Parku Miejskim, impreza pod hasłem „Metalpark 2”, pozostali wykonawcy – Armia, Coda, Thorns, Mouga, Deprived, Last Haven[54]
- 2007-08-16: Wrocław, klub „Od zmierzchu do świtu”, pozostali wykonawcy – Do or Die, Self Respect[14]
- 2007-10-06: Toruń, klub „NRD”, pozostali wykonawcy – Unity of Blood, 1125, Samolubny[55]
- 2008-02-29: Chorzów, „Leśniczówka”, w ramach trasy koncertowej zespołu Schizma – „Hardcore Enemies Tour 2008”, pozostali wykonawcy – Schizma, Bomb The World[56][57]
- 2010-07-04: Katowice, klub „Marchołt”, wydarzenie odbywające się pod szyldem „Straight To Your Face”, pozostali wykonawcy – Wisdom in Chains, Stone Heart[58]
- 2010-12-03: Katowice, klub „Cogitatur”, pozostali wykonawcy – Blunt Force Trauma, Świniopas, Terrordome[59]
- 2011-04-20: Bydgoszcz, klub „Estrada”, pozostali wykonawcy – Blood for Blood (Boston, Stany Zjednoczone), Crushing Caspars (Niemcy), 1125[60][61]
- 2011-05-14: Rybnik, klub „Zwierciadło”, pozostali wykonawcy – Tuff Enuff, Pro-Creation[62]
- 2012-03-29: Wrocław, klub „Strefa Zero”, pozostali wykonawcy – Onesta, Good Old Days[63]
- 2013-01-19: Bielsko-Biała, klub „Back Stage”, pozostali wykonawcy – Tommy Say No, HugeCCM, Cheyeno Elesbe[64]
- 2017-10-07: Cieszyn, klub „Panopticum”, pozostali wykonawcy – Hopes, Bulbulators, After Laughter, Terrordome, Castet, Black Palate[65]
- 2019-10-26: Kraków, klub „Warsztat”, pozostali wykonawcy – 1125, Earthbound[66].

W swojej historii kapela występowała z wyżej wymienionymi wykonawcami muzycznymi. W tym kontekście podaje się przede wszystkim takie zespoły jak Madball, Schizma, 1125, Frontside, Blood for Blood, Death Before Dishonor, Hoods, Born from Pain, L’Esprit Du Clan, No Turning Back, Discipline, Street Dogs, Grancapo, Wisdom in Chains, Only Attitude Counts, Paura, Spider Crew, Testament, Backfire, 25 Ta Life, Madsin, Billy The Kid, Rectify, Life is War, Vendetta, Chamion, Wooptime, HNDM, 7 Godzin Snu.
Muzycy także uczestniczyli w wydarzeniach, z których dochód przeznaczano na cele charytatywne. Przykładem takich występów był „Fest Ślůnski”. Organizatorem imprezy było stowarzyszenie „Cała Naprzód - Fest Ślůnski”. Wydarzenie odbyło się 26 maja 2012 r. w Gliwicach („Stara Fabryka Drutu”). Pieniądze uzyskane ze sprzedaży specjalnych biletów – cegiełek przekazano na pomoc dla Pawła Lewka zmagającego się z chorobą Buergera oraz Szymka Żydek chorującego na chorobę Little’a. Na scenie wystąpiło kilka kapel reprezentujących różne gatunki i style muzyczne takie jak śląski folk, hip-hop, rock oraz hardcore. Oprócz Hard Work byli to następujący wykonawcy: Ausdruck z Anną Chwalebną, Dohtor Miód, Fifidroki, Funky Kokz oraz The Syntetic vel Człowiek-Widmo. Inny przykład takiej działalności grupy to koncert 9.03.2013 r. we Wrocławiu (klub „Strefa Zero”). Wystąpili wówczas także Eye for an Eye, Regres, We Are Idols, Bloodstained, Suffer Survive oraz Wounded Knee. Taki charakter miał też koncert w Dąbrowie Górniczej pod tytułem „Cancel The Cancer”, który odbył się 18 maja 2019 r. z udziałem również innych wykonawców: Alcoholica, Chassis, Srogo i Moleskin. Odbył się wówczas zbiórka pieniędzy dla Kasi „Niki”, która chorowała na złośliwe nowotwory – mięsak oraz czerniak.

## Nazwa
Nazwa własna zespołu, Hard Work, w tłumaczeniu z języka angielskiego na język polski, oznacza ciężką pracę. Muzycy zresztą w jednym z wywiadów stwierdzają, że twórczość i działalność w nurcie harcore punk jest rzeczywiście ciężką pracą wymagająca dużego wysiłku oraz zaangażowania. Nie przywiązują jednak do takiego znaczenia tego terminu specjalnej uwagi. Wyjaśniają, że taką nazwę ktoś zaproponował, a oni się zgodzili. Jest także film o taki tytule, co miało wpływ na podjęcie decyzji o przyjęciu tej nazwy. Ponadto można ją interpretować w wolnym tłumaczeniu jako poświęcenie. Choć nie chodzi tu bezpośrednio o poświęcenie dla punk rocka i hardcora, ale poświęcenie związane właśnie z ciężką pracą twórczą i artystyczną. Jednak kryć się może za nią, przynajmniej w interpretacji niektórych autorów recenzji i komentarzy, nawiązanie do klasy robotniczej oraz jej etosu. Co wynika z nieukrywanych przez muzyków, nawiązań i sympatii dla ruchu oi!. Można czasem spotkać zapis nazwy zespołu w formie jednego słowa – Hardwork. Przy reaktywacji zespołu w 2002 r. rozważano zmianę nazwy, gdyż zmienił się bardzo mocno skład kapeli lecz ze względu na przywiązanie do nazwy tworzącej już znaną wówczas markę, dotychczasowy dorobek, włożoną pracę i zdobytą, pewną jej rozpoznawalność, zdecydowano o pozostawieniu dotychczasowej nazwy.

## Skład
Członkowie z różnych okresów czasu, ich funkcja w zespole oraz instrumenty muzyczne, na których grali:
- Adam Tytus[1][11][16][71][72]: wokalista[11][72]
- Chudy[1][11][16] (Andrzej Chudy[16]): gitarzysta (gitara)[1][11]
- Gierant: basista (gitara basowa)[11]
- Hubert: perkusista (perkusja)[11]
- Kahi[11][71][73]: basista (gitara basowa)[11][73]
- Kornel[1][71][74]: wokalista[74], basista (gitara basowa)[11]
- Leszek: gitarzysta (gitara)[11]
- Mesjasz[1][71][75] (Wojciech Kulawik[76]): perkusista (perkusja)[11][75]
- Michał: gitarzysta (gitara)[11]
- Olek[71][77] (Olo[11]): gitarzysta (gitara)[11][77]
- Tomek Biskup (pseudonim Sivy[71][78][79], Siwy[11]): gitarzysta (gitara)[11][78].

Pierwszy skład zespołu (lata 1995-1999) wyglądał następująco: Kornel – basista, Mesjasz – perkusista, Tytus – wokalista i Chudy – gitarzysta. Natomiast skład po jego reaktywacji w 2002 r. był następujący: Kornel – wokalista, Mesjasz – perkusista, Gierant – basista, Michał – gitarzysta, później do tego składu dołączył Leszek – gitarzysta. Po 2003 r. nastąpiły kolejne zmiany w składzie. Wyglądał on następująco: Kornel – wokalista, Mesjasz – perkusista, Gierant – basista, Olo – gitarzysta, Siwy – gitarzysta. W 2008 r. na basie w miejsce Gieranta do zespołu dołączył Kahi. W tym okresie (lata 2008-2009) przerwę w pracach zespoły miał Mesjasz, który przebywał w Irlandii i zajmował się tatuażem. W tym czasie perkusistą był Hubert.

## Powiązania
Muzycy współtworzący formację Hard Work, w różnych okresach czasu uczestniczyli także w innych projektach muzycznych. Można tu wymienić przykładowo:
- Blindside[e]: Tomek Biskup (Sivy)[79]
- Brudy: Adam Tytus[1][2][72], Chudy[1][2][11], Mesjasz[1][11]
- Game Over: Hubert[11][13]
- LD: Tomek Biskup (Sivy)[79]
- No More Hippies: Tomek Biskup (Sivy)[79]
- Second Chance: Tomek Biskup (Sivy)[79]
- Suspensa: Kornel, Adam Tytus[76], Gierant[20]
- Tuff Enuff: Tomek Biskup (Sivy)[79]
- Whole Hogger: Mesjasz[2][11].

Kahi brał także udział w projekcie muzycznym „Kahi – Evolution” razem z osobami o pseudonimach artystycznych Stabeuh, Ark (Guillaume Berroyer), Logs. Jego efektem było wydanie we Francji albumu EP pod tytułem „Evolution” w 2013 r. Jego wydawcą było wydawnictwo muzyczne Matica (identyfikator albumu – MTC2010). Chudy natomiast miał grać w zespole Rottweiler i był na próbie, ale zrezygnował z tego, ze względu na konieczność dalekich dojazdów. Kornel i Mesjasz związani byli przed udzielaniem się w grupie Hard Work, z death metalem. Mesjasz tworzył zina dotyczącego tej muzyki. Natomiast Kornel grał w kilku kapelach z różnych nurtów muzycznych takich jak death metal, metal, crossover, funky (choć nie podaje konkretnych nazw tych zespołów).
Mesjasz jest również tatuażystą. Praktykował w tym zakresie w Cork (Irlandia), a w Polsce prowadził studio tatuażu („Silesia Tattoo” w Tarnowskich Górach).

## Twórczość i opinie
Twórczość i muzyka tworzone przez formację zaliczane są do nurtu hardcore punk. Sami muzycy podkreślają, że utożsamiają się zdecydowanie bardziej po stronie hardcore punku niż punk rocka, deprecjonując lub wyśmiewając nieco w swoich wypowiedziach kapele punkowe z nurtów „sofciarskich”, czasem nawet podważając ich „punkowość”. Zdecydowanie też przyznają, że nie są zainteresowani zaangażowaniem w politykę, anarchię itp. tematy. Natomiast przyznają, przynajmniej w pewnym okresie czasu, swoje pozytywne nastawienie do hasła „punk & skins united”. Wykonują muzykę hardcore punk, bo w niej jest energia, czad, agresja, moc. Brzmienie ich muzyki to bardzo ostry hardcore w stylistyce nawiązującej klimatu „oldschool”. Natomiast nie deprecjonują apolitycznego ruchu skinhead i nurtu oi!. Tym bardziej, że ta subkultura jest powiązana z ruchem punk, ale już bez potykanej w tej drugiej abnegacji, brudu. Część sceny hardcore, także na świecie, jest zresztą powiązana z nurtem oi! i ruchem skinheads. Ponadto np. Tytus zmienił swój styl ubioru na zbliżony do sytlu oi! skinhead. W tym aspekcie pojawia się więc wobec stylistyki kapeli określenie hardcore-oi!. Później ten trend zmienił się. Muzyka harcore, także w wydaniu Hard Work, bardziej zbliżyła się do muzyki metalowej, zaś muzycy odcięli się od ideologii oraz postaw wcześniej promowanych przez jednego z dawnych członków (Tytusa), zmieniając nieco przekaz, choć nie odcięli się całkowicie od wcześniejszych dokonań. Z tego okresu muzycy deklarują silne przywiązanie do regionu, z którego pochodzą (Górny Śląsk) oraz swoją przynależność i poparcie dla ruchów (projektów) takich jak „Silesia Attack” oraz „hardcore silesia”. Z czasem w odniesieniu do kapeli pojawiło się określenie jego jako weteranów śląskiej sceny hardcore.
Opinie dotyczące tej twórczości mówią o porządnym hardcore punku, którego nie powstydziłyby się nawet światowe gwiazdy tego gatunku muzycznego. Kompozycje są ostre i agresywne. Nie brakuje w repertuarze grupy dobrych utworów z chwytliwymi refrenami. Uwagę zwracają na siebie także inne cechy prezentowanych utworów muzycznych. Są to mianowicie szybkie tempa w stylach oldschoolowych, ale z pojawiającymi się nie za często chwilowymi zwolnieniami, wyraziste gitary i hardcorowe chórki. A w nawiązaniu do wyżej opisywanych zainteresowań nurtem oi!, podnosi się także kwestię pojawiającej się w niektórych kompozycjach oi!'owo-punkową melodię. Poglądy i opinie dotyczące tego zespołu wskazują, że jest on uznaną grupą w ramach polskiej sceny hardcore, z bogatym dorobkiem, wspólnymi występami z tuzami tego nurtu, postrzeganą jako sympatyczną. W tym aspekcie stawiana jest w jednym rzędzie z takimi gwiazdami polskiej, hardcorowej sceny jak legendarna Schizma czy 1125. W pewnych okresach czasu zespół sporo koncertował, w innych zaś występów na żywo było stosunkowo niewiele. Ale zawsze kapela uznawana była za formację, która dobrze wypada podczas koncertów, czasem wręcz zdecydowanie lepiej, niż w materiałach studyjnych. Uwagę zwraca także wyrazisty wokal Kornela. Autorzy recenzji i komentarzy podkreślają, że jest to jeden z lepszych wokali na polskiej scenie hardcore, cechujący się możliwością zrozumienia tekstu przez słuchaczy, co w przypadku tego nurtu muzycznego w cięższym wydaniu nie zawsze jest obecne.
Piosenki zespołu są napisane w języku polskim lub w języku angielskim. Pod względem treści tych utworów, to część z nich porusza ważne tematy. Jest to istotne, gdyż w muzyce nurtu hardcore warstwa liryczna oraz przekaz z niej płynący są uznawane za ważne. W przypadku tekstów piosenek zespołu Hard Work nie ma „owijania w bawełnę”. Jest za to „walenie prosto z mostu”, mianowicie o tym, co jest dla nich w życiu ważne, a co bolesne. Niektóre z utworów zespołu to oczywiste hymny lub chwytliwe przeboje.
Zespół wykonywał także niektóre utwory zespołu Brudy. I choć ten etap w twórczości muzycy uznali za zamknięty, to jednak szanują i doceniają dorobek tam wypracowany. Z tego względu oraz dla pamięci i poszanowania własnej historii nie zapomnieli o tym dorobku nadal wykonując na scenie część utworów tej pierwszej kapeli. Ponadto w repertuarze kapela posiada własne aranżacje wybranych utworów innych wykonawców. Przykładami takich coverów są między innymi utwory zespołów Barcode i Sick of It All.

## Dyskografia

### Albumy zespołu
Albumy muzyczne zespołu Hard Work:
- „W chaosie i ciemności”: rok wydania – 1998[a], wydawca – Enigmatic (identyfikator albumu – brak), nośnik danych – jedna kaseta magnetofonowa[13][15][16][17][18], streaming, digital download (pliki w formacie MP3, FLAC)[15]
- „Fragment życia...”: rok wydania – 2003[b], wydawca – Not On Label (Hard Work Self-released), nośnik danych – jedna płyta kompaktowa, dwie wersje (CDr, CD)[2][13][22][23]
- „Not one step back”: rok wydania – 2008, wydawca – Spook Records (identyfikator albumu – SR017), nośnik danych – jedna płyta kompaktowa[4][8][12][13][24][82], teksty piosenek w języku angielskim[83]
- demo EP:  rok wydania – 2011, streaming, digital download[12]
- „Dla takich chwil”: rok wydania – 2012, wydawca – Not On Label (Hard Work Self-released), nośnik danych – jedna płyta kompaktowa, EP[13][25][26] (premiera – 13 maja 2012 r.[26])
- „Nic nie trwa wiecznie”: rok wydania – 2018 (premiera – 1 czerwca 2018 r.), wydawca – Hardcore Tattoo Records (identyfikator albumu – HCTR003), nośnik danych – jedna płyta kompaktowa[10][27][28].

### Składanki
Składanki, kompilacje, w ramach których zamieszczono minimum jeden utwór muzyczny zespołu Hard Work:
- „Pasażer #13 Sampler”: rok wydania – 1999 r., wydawca – Pasażer (załączony do zina „Pasażer” nr 13), nośnik danych – jedna płyta kompaktowa, utwór numer 18 pod tytułem „Zjednoczona Prawda”[88][89]
- „MP3 Compilation #3”: rok wydania – 2006 r., wydawca – Band.pl (identyfikator albumu – brak), nośnik danych – dwie płyty kompaktowe z plikami w formacie muzycznym MP3, utwory numer 1-134, 1-135, 1-136, odpowiednio – „Fragment życia”, „Przyjaźń na sprzedaż” oraz „Silesia Hardcore”[90]
- „Silesia Hardcore Omnibus Vol. 1”: rok wydania – 2011 r., wydawca – Nikt Nic Nie Wie (identyfikator albumu – NNNW 160), Pasażer, Hasiok Records (identyfikator albumu – HR 008), EP, nośnik danych – jedna płyta gramofonowa 7", 33 ⅓ RPM, kilka wersji wydania, utwór A1 – „Tu mam” („Got It All”)[83][91][92]
- „Hardcore Tattoo - For Friends For Fun”: 2017 r., wydawca – Hardcore Tattoo Records (identyfikator albumu – HCTR001), utwory numer 1 i 12, odpowiednio – „Jestem kim jestem”, „Nic nie trwa wiecznie”[41][93][94][95].

### Teledyski
Pośród teledysków jakie powstały do utworów zespołu Hard Work znajduje się między innymi wideoklip do utworu „We krwi”. Powstał on w ramach promocji albumu „Nic nie trwa wiecznie”. W sieci Internet (między innymi w serwisie społecznościowym Youtube w ramach konta wydawcy Hardcore Tattoo), jako oficjalne wideo zespołu, został udostępniony 1 czerwca 2018 r.. Kolejny teledysk do utworu z tego albumu ukazał się marcu 2019 r. – „Tu Mam”. Oprócz tego można wymienić wideoklipy do utworu „Prawdziwa Miłość” oraz kilka udostępnionych wideo nagrań muzycznych z występów na żywo.